# GSM Association
Organisationen GSM Association är en sammanslutning med mer än 1 000 företag över hela världen med koppling till mobilteletjänster.
Syftet med GSM Association är samordning och information gällande internationell roaming.
GSM Europe är den europeiska grenen av GSM Association.
GSM Europe har cirka 150 företag med koppling till olika mobilteletjänster. 
Organisationen ger ut så kallade uppföranderegler, med avsikt att förbättra prisinformationen för mobilabonnenter samt att kunden lättare ska kunna välja operatör när denne är utomlands.